# Hesselagergård
Hesselagergård  er en gammel sædegård 2 km sydøst for Hesselager på Sydøstfyn. Den nævnes i 1200-tallet som krongods i Kong Valdemars Jordebog.
Johan Friis lod i årene 1538-1550 opføre den nuværende Hesselagergård, og gården blev i slægtens eje til 1682, hvor den blev frasolgt.
Johan Friis var kongens mand. Han er et glimrende eksempler på de herremænd, der gennem de næste 150 år stod i spidsen for den danske adel, der opførte en lang række gårde, hvoraf Hesselagergård er et fornemt eksempel. Ved reformationens indførelse i 1536 var det Johan Friis og Mogens Gøye, der stod i spidsen for det protestantiske parti. Som rigets kansler var Johan Friis Danmarks mægtigste mand i Christian 3. og Frederik 2.'s regeringstid.
I 1700-tallet skiftede Hesselagergård ofte ejer, til den i 1802 blev købt af den borgerlige Dons-familie, der ejede den til 1904. Medlemmer af familierne Friis og Dons ligger begravet i Hesselager kirke bag kirkens kor.
I 1904 blev Hesselagergård erhvervet af de friherrelige von Blixen-Finecker, og den drives i dag som et moderne landbrug. Såvel drift som bygninger er velpassede, og hovedbygningen har gennemgået grundige restaureringer i 1900-tallet.
Under 1. verdenskrig under ledelse af H. Bojsen-Møller og Ole Søndergaard, hvor hovedbygningen blev afrenset for 1700-tallets hvide puds. 
I 1950'erne gennemførte Nationalmuseet en gennemgående restaurering under ledelse af H.H. Engqvist og G.M. Lind. 
Igen i 1990'erne, hvor Engqvist medvirkede til den endelige restaurering af Hjortesalen.
Hesselagergård Gods med Strandgården er på 551 hektar. Ejer er Henrik baron von Blixen-Finecke.
Vandløbet Tange Å løber umiddelbart syd om gården.
Hesselagergård ligger i (Hesselager Sogn, tidligere Gudme Herred.
- 2012
- 2019
- Foto af Berit Wallenberg (sv) 1933

## Ejere af Hesselagergård
- (1445-1475) Henrik Friis
- (1475-1503) Otto Henriksen Friis
- (1503-1522) Jesper Henriksen Friis
- (1522-1570) Johan Jespersen Friis
- (1570) Henrik Jespersen Friis
- (1570-1610) Niels Henriksen Friis
- (1610-1642) Tønne Nielsen Friis
- (1642-1658) Niels Tønnesen Friis
- (1658-1679) Ingeborg Parsberg gift Friis
- (1679-1682) Ingeborg Parsbergs dødsbo
- (1682-1702) Poul Zachariassen Grønneval
- (1702) Inger Margrethe Poulsdatter Grønneval gift Buchholtz
- (1702-1726) Niels Rasmussen Buchholtz
- (1726) Øllegaard Nielsdatter Buchholtz gift Baggesen
- (1726-1750) Lorens Baggesen
- (1750-1764) Øllegaard Nielsdatter Buchholtz gift Baggesen
- (1764-1798) Niels Baggesen
- (1798-1802) Johan Frederik Friis
- (1802-1819) Simon Andersen Dons
- (1819-1850) Andreas Simonsen Dons
- (1850-1888) Simon Andreasen Dons
- (1888-1895) H.H. Møller
- (1895-1904) Andreas Simonsen Dons
- (1904) Carl Vilhelm Behagen Castenskiold
- (1904) Bertha Henriette Marie Castenskiold gift baronesse von Blixen-Finecke
- (1904-1942) Vilhelm Carl Anna Otto Gunnar Axel baron von Blixen-Finecke
- (1942-1944) Bertha Henriette Marie Castenskiold gift baronesse von Blixen-Finecke
- (1944-1955) Carl August baron von Blixen-Finecke
- (1955-1963) Gustav Frederik baron von Blixen-Finecke og Anna Elisabeth baronesse von Blixen-Finecke gift Møller
- (1963-1985) Gustav Frederik baron von Blixen-Finecke
- (1985-) Henrik baron von Blixen-Finecke